# Narcisse-Fortunat Belleau

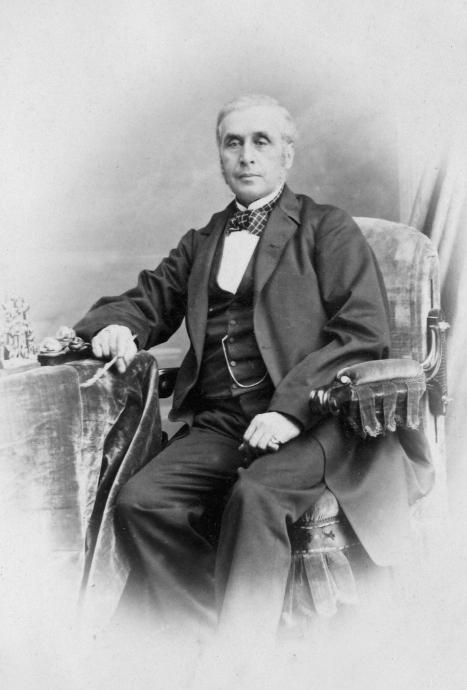
Narcisse-Fortunat Belleau

Sir Narcisse-Fortunat Belleau, KCMG, QC (* 20. Oktober 1808 in Québec, Niederkanada; † 14. September 1894 ebenda) war ein kanadischer Politiker. Er war von 1850 bis 1853 Bürgermeister der Stadt Québec und von 1865 bis 1867 Premierminister der Provinz Kanada. Schließlich amtierte er von 1867 bis 1873 als Vizegouverneur der Provinz Québec.

## Biografie
Belleau studierte am Petit Séminaire de Québec und erhielt 1832 die Zulassung als Rechtsanwalt. Von 1848 bis 1893 gehörte er dem Verwaltungsrat der Quebec Bank an, die später mit der Royal Bank of Canada fusionierte. Belleaus politische Karriere begann ebenfalls 1848, als er in den Stadtrat von Québec gewählt wurde. Im Februar 1850 folgte die Wahl zum Bürgermeister. Während seiner Amtszeit, die bis Februar 1853 dauerte, erfolgte ein umfangreicher Ausbau der Wasserversorgung.
1852 wurde Belleau zum Mitglied des Oberhauses der Provinz Kanada ernannt, ab 1857 war er dessen Speaker und somit von Amts wegen Mitglied der Regierung. Zusätzlich war er ab März 1862 Landwirtschafts- und Statistikminister, musste aber den Ministerposten nach nur zwei Monaten abgeben, als die von John Macdonald und George-Étienne Cartier geführte Regierung zerbrach. Nach dem Tod von Étienne-Paschal Taché übernahm er am 30. Juli 1865 dessen Amt als Premierminister von Québec. Seine Regierungszeit endete am 30. Juni 1867 mit der Gründung des kanadischen Bundesstaates.
Als Belohnung für seine treuen Dienste sollte Belleau zum Senator ernannt werden, doch er schlug dieses Angebot aus und entschied sich stattdessen für die Ernennung zum ersten Vizegouverneur der neuen Provinz Québec. Generalgouverneur Lord Monck vereidigte ihn am 1. Juli 1867. Belleau übte dieses repräsentative Amt bis zum 16. Februar 1873 aus und lehnte erneut die Ernennung zum Senator ab.